# Fiat 850
La Fiat 850 è un'autovettura prodotta tra il 1964 ed il 1971 in oltre due milioni e duecentomila esemplari. 
Nata per riempire il vuoto che vi era tra la 600 e la 1100 (non a caso 850 è la media aritmetica di 600 e 1100), la FIAT riuscì a creare in poco tempo e con poca spesa una vettura che seppe resistere dal periodo successivo alla fine del Boom economico fino all'inizio della crisi dell'auto degli anni settanta. Essa è inoltre il terzultimo modello a motore posteriore prodotto dalla casa torinese. Le ultime saranno la 126 e la 133.

## Genesi del progetto e caratteristiche
Un paio d'anni dopo il lancio della 600 la FIAT, forte del 70% delle immatricolazioni che deteneva, avviò lo studio di un nuovo modello da inserire tra la 600 stessa e la 1100. Anche con la possibilità di una comunanza progettuale simile a quella dei modelli precedenti della SIMCA, venne messo così in cantiere il progetto 122, che prevedeva una vettura completamente nuova (mantenendo tuttavia trazione e motore posteriore). Il progetto venne però abbandonato dalla casa torinese, mentre una delle proposte di stile del progetto 122 fu comunque utilizzata dalla Simca, all'epoca consociata alla Fiat, per la 1000 che uscirà sul mercato a fine 1961.
La Fiat, per contenere gli investimenti, ripiegò su un'evoluzione della 600 da inserire nella categoria di veicoli immediatamente superiore.
Si iniziò così a lavorare su un progetto che doveva essere economico ma remunerativo allo stesso tempo, venne difatti utilizzata come punto di partenza la struttura base della 600 (inclusi tetto e cellula abitativa) e la meccanica (rivista in molti particolari, come le sospensioni posteriori ed il motore), per realizzare una nuova utilitaria che si proponeva come modello più raffinato rispetto alla illustre progenitrice.

### Differenze e migliorie rispetto alla 600
Il lavoro di Dante Giacosa (capo progettista Fiat dell'epoca) fu semplice ma innovativo, bastò realizzare un frontale più alto e squadrato che incorporava i fari anteriori, i quali passarono da 13 a 17 cm di diametro (erano gli stessi della 1100 D) mentre i lamierati esterni delle portiere vennero ridisegnati, il parabrezza venne ampliato e i finestrini posteriori modificati per ottenere una maggiore visibilità. La nuova piccola coda posteriore, aggiunta per ragioni aerodinamiche ed estetiche, si rivelava in realtà sconveniente se si doveva raggiungere il motore, in quanto bisognava smontare il fascione portatarga. Questi accorgimenti portarono ad aumentare la lunghezza della carrozzeria che passò a 357,5 centimetri, 36 in più della 600. Dell'antenata, oltre all'analoga impostazione ed architettura, la 850 mantenne anche le ruote da 12 pollici con relativi coprimozzo, adottate sulla versione "fanaloni" della 600, ovvero l'ultimo modello prodotto in affiancamento con la neonata 850. Con l'entrata in produzione della 850, la 600 fu modificata nella carrozzeria, adottando le porte del modello nuovo al posto delle pericolose portiere precedenti, con apertura "a vento".
L'abitacolo, benché fosse strutturalmente identico a quello della 600, era in realtà maggiormente spazioso e più ricco, bastò infatti disegnare una plancia più moderna e rivestire il tutto in materiale plastico (antiriflettente) al posto della lamiera; un'importante novità fu l'introduzione di un impianto di riscaldamento efficiente che non immetteva nell'abitacolo l'aria calda e maleodorante del motore, ma che disponeva di un radiatore proprio. Queste caratteristiche resero la vettura agli occhi del pubblico un enorme passo avanti rispetto alla 600.
Anche per quanto riguarda la meccanica i progettisti decisero di non abbandonare il vecchio Fiat 100 quattro cilindri raffreddato ad acqua seppure vi apportarono sostanziali modifiche: ne invertirono il senso di rotazione, ne ridisegnarono la testata e l'albero a camme, ne aumentarono la cilindrata dai 767 della 600D a 843 centimetri cubici (da cui il nome 850), il che fece ottenere un numero maggiore di cavalli, da 29 a 34 (fatto che consentiva di raggiungere i 120 chilometri all'ora nella versione "Normale", che diventavano 125 per la "Super"), Ulteriori cambiamenti vi furono con l'introduzione di un nuovo braccio a "Y" che sorreggeva il motore, montato in posizione arretrata rispetto alla 600. L'impianto frenante di questa prima serie, ovviamente a comando idraulico, manteneva il classico schema a tamburo sulle 4 ruote ma debitamente potenziato in virtù dell'aumento di peso e prestazioni rispetto alla 600.
Al momento del lancio nel maggio del 1964 erano disponibili due versioni, la Normale da 34 CV (alimentata a benzina normale), e la Super da 37, (alimentata a benzina super, con maggior numero d'ottano). I due modelli erano identici. L'unico fattore discriminante era una targhetta, posta nel vano motore, recante la sigla 100G000 per la versione Normale, 100G002 per la versione Super, che aveva anche un adesivo specifico sul lunotto (la "u" di Super incorporava una goccia di carburante indicante quale benzina andava usata).

## Seconda serie

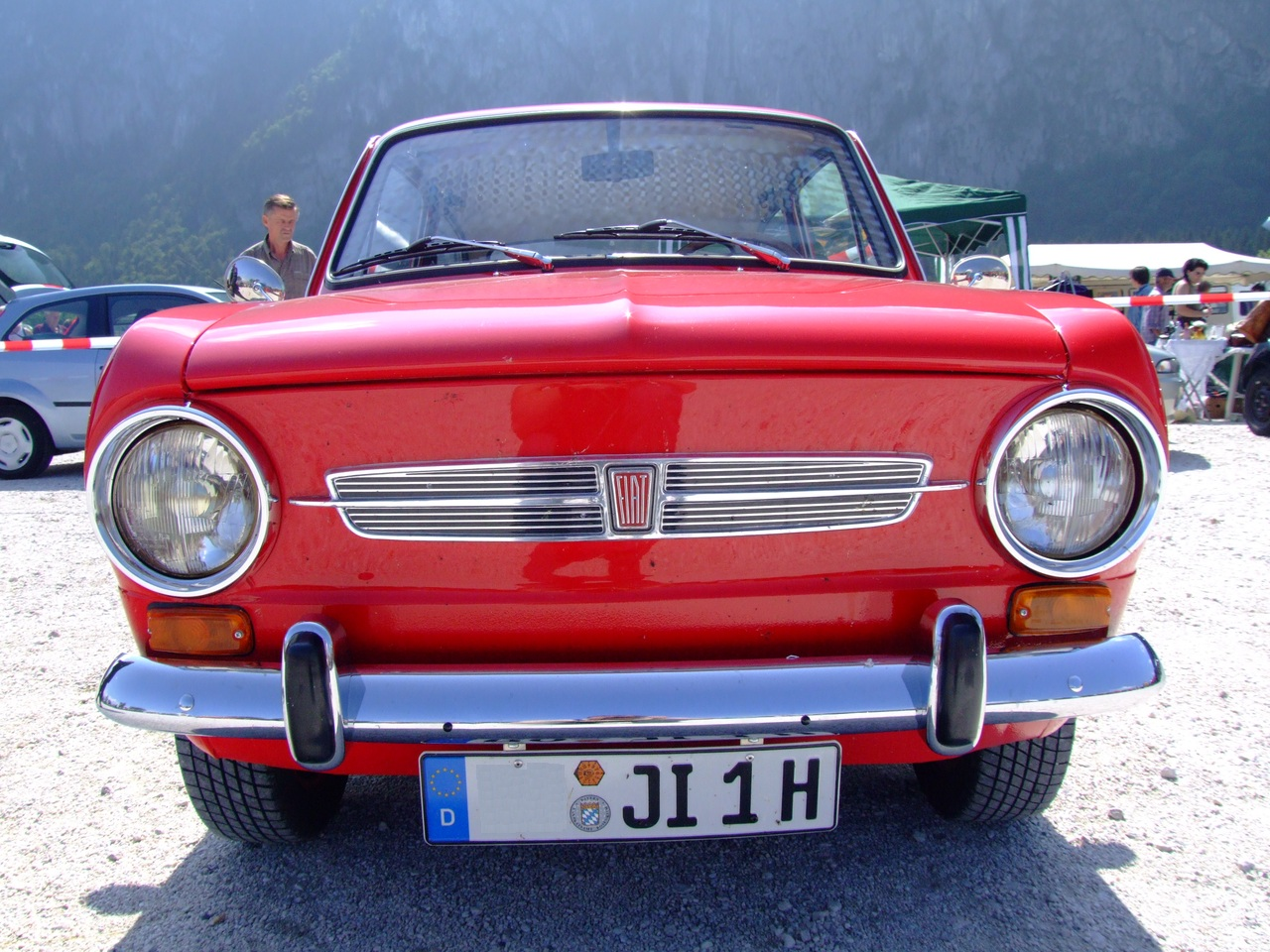
Fiat 850 Special

Nel '68 tutta la gamma fu oggetto di ritocchi. Tra le berline la Super cedette il posto alla Special, meglio rifinita, con profili cromati sulle fiancate, cornici lucide ai bordi di parabrezza e lunotto, mascherina modificata; all'interno, tante piccole migliorie: nuovo volante con corona in simil legno e razze nere in metallo forato, nuova plancia rivestita in plastica, quadro strumenti nero anziché grigio e tachimetro con fondo scala a 160 km/h anziché 140, aggiunta di un pozzetto porta-oggetti vicino alla leva del cambio, divano posteriore ridisegnato con sostegno per le cosce, specchietto retrovisore interno con posizione antiabbagliante. Nuovi colori interni e esterni, e nuovi cerchioni da 13 pollici (adottati già su coupé e spider, che saranno anche dotazione delle future 128 e 127). Furono mantenuti i rostri gommati e fu equipaggiata col motore da 47 CV della versione coupé del 1965, dotato di carburatore a doppio corpo e collettori di scarico maggiorati, che le consentiva di superare i 135 km/h. In conseguenza di questo incremento prestazionale, si scelse di adottare i più performanti freni a disco sull'avantreno. Per la 850 Normale alcune modifiche minori: nuove maniglie delle porte, rivestimento della plancia e quadro strumenti neri (anziché grigio) e un pomello del cambio sferico (anziché piatto).
Anche le due versioni sportive furono oggetto di attenzione, soprattutto la Coupé, che venne ristilizzata (nuova coda allungata e incassata con 4 fari circolari anziché due, nuovo frontale con fari supplementari e diversi indicatori di direzione, inedito fregio anteriore) e dotata di motore di cilindrata (da 843 a 903 cm³) e potenza (da 47 a 52 CV) maggiore.

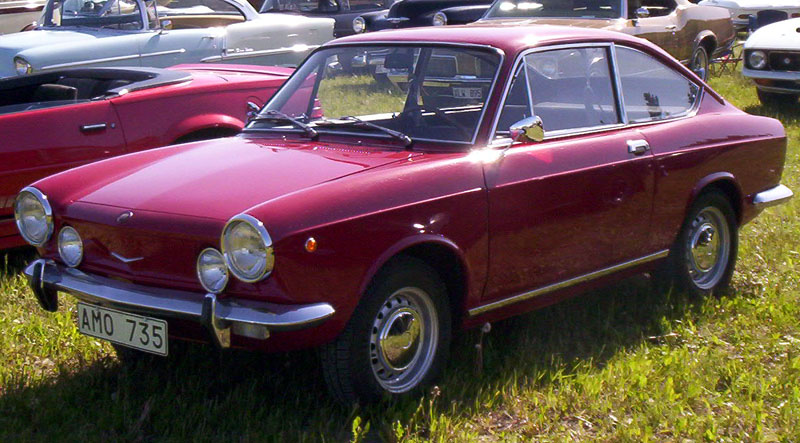
Fiat 850 coupé seconda serie

Anche la Spider venne equipaggiata col motore da 52 CV della coupé, ma i ritocchi estetici furono limitati alla scomparsa della carenatura dei fari anteriori (divenuti più sporgenti), ad una nuova griglia posteriore e ad altri piccoli accorgimenti come l'aggiunta della dicitura in lingua inglese alla strumentazione. Tale scelta (unitamente a quella dei fari anteriori più sporgenti) furono adottate in ossequio al mercato statunitense, sul quale fu venduta una discreta quantità di Spider. La nuova denominazione adottata dalla seconda serie delle piccole sportive era 850 Sport Coupé e 850 Sport Spider.
La produzione delle berline e delle Familiari cessò nel '71 (anno del lancio della 127), mentre le due Sport rimasero in listino fino al '72 (nel '71 la coupé si dotò di fari supplementari disposti differentemente).

## Versioni derivate

### Le Special
La messa in commercio del modello "850" rappresentò l'ultima occasione per i molti carrozzieri italiani di avere a disposizione un autotelaio economico da poter "vestire" secondo la loro fantasia.
Pochi mesi dopo la presentazione, nell'ottobre 1964, il padiglione carrozzieri del Salone di Torino vide l'esposizione di una ventina di nuove interpretazioni su meccanica della "850", negli allestimenti berlina 4 porte, berlinetta, coupé, spider, familiare e spiaggina, realizzate da Savio, Vignale, Allemano, Moretti, OSI, Boneschi, Scioneri,  Francis Lombardi, Michelotti, Caprera e Siata.
Altri allestimenti speciali furono presentati negli anni successivi, anche da carrozzieri esteri, sfruttando la semplicità e la robustezza della meccanica che consentiva una grande facilità di trasformazione a costi contenuti, come già era avvenuto per i precedenti modelli "600" e "500".

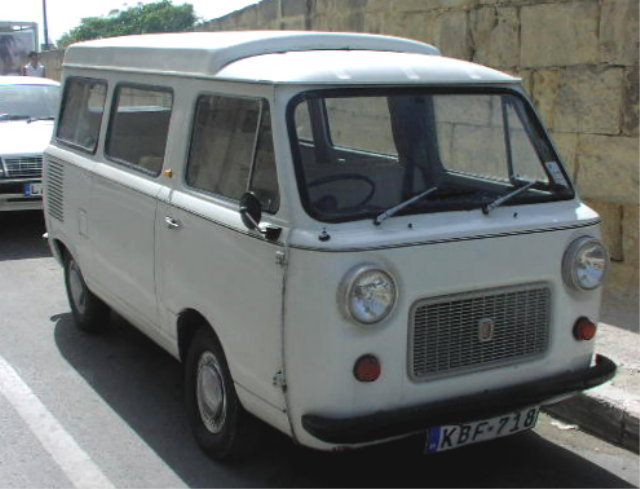
Un Fiat 850 T

Subito dopo la berlina esordì la 850 T (evoluzione del 600 T), versione che il marketing di oggi potrebbe definire come monovolume o come multispazio, che aveva la connotazione di un minibus con la possibilità di ospitare un maggior numero di passeggeri e da cui venne derivato anche un furgoncino.
Nel '65 vennero introdotte la Coupé (disegnata dal centro stile Fiat) e la Spider (disegnata da Bertone). Entrambe realizzate sul pianale della berlina, ne differivano meccanicamente per i motori potenziati (47  CV per la Coupé e 49  CV per la Spider) e per i freni anteriori a disco (sulla berlina erano a tamburo su tutte le ruote).

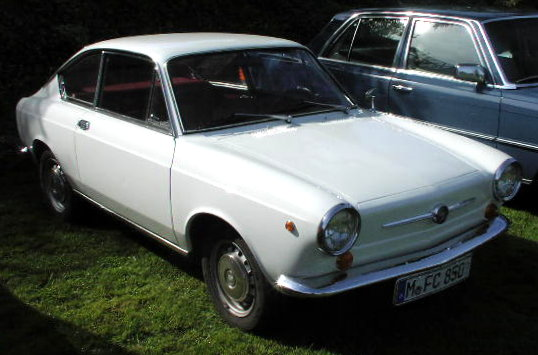
Fiat 850 Coupé prima serie

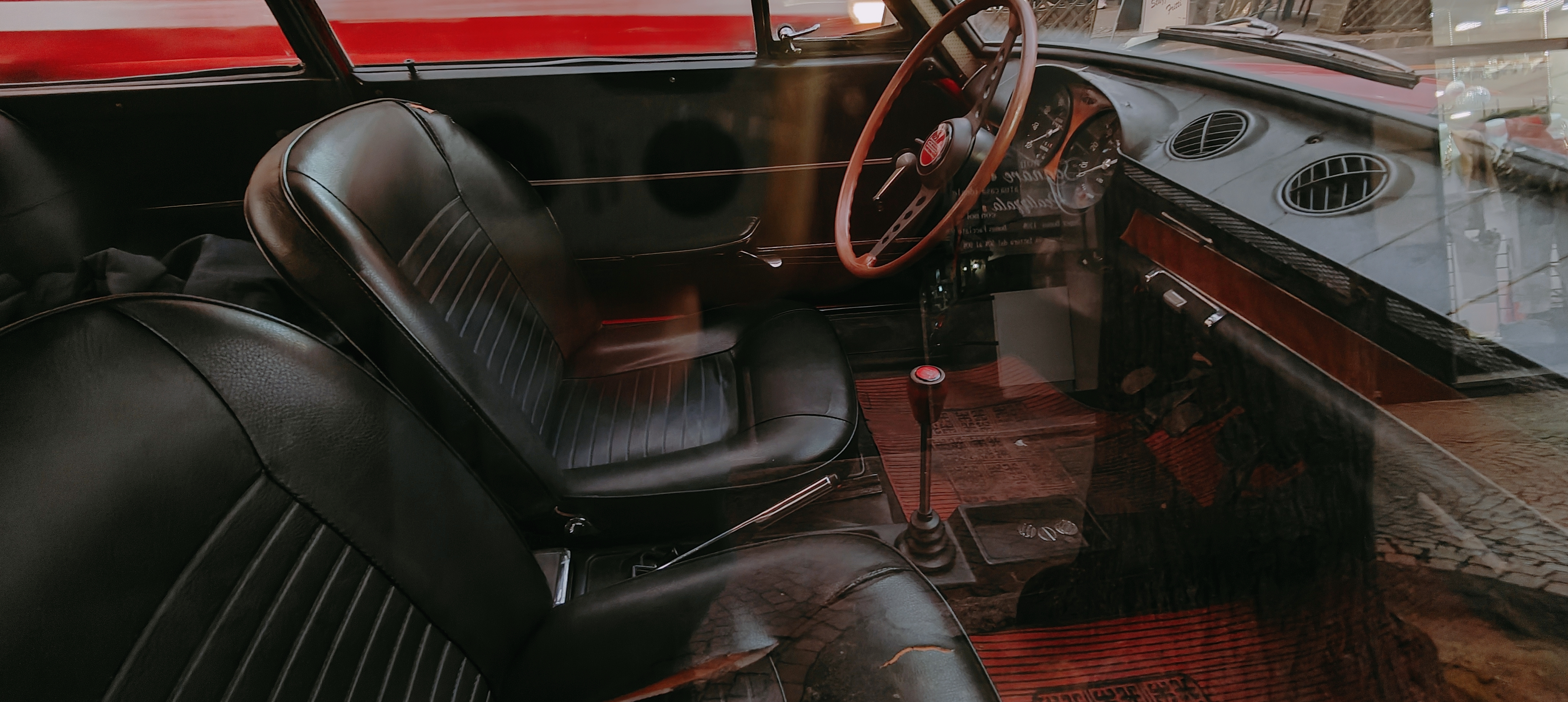
Cruscotto della 850 Coupé

Entrambe riscossero grande successo, in quanto stilisticamente (benché la Spider fosse molto più riuscita), sembravano Ferrari in miniatura. Sempre nel '65 venne lanciata la berlina Super Idroconvert, dotata di frizione idraulica automatica (ma il cambio rimaneva meccanico a 4 rapporti): molto comoda in città, ebbe poco successo.
Come per la 600 anche la 850 fu oggetto di preparazioni sportive da parte di Abarth e Giannini: 
- la casa dello Scorpione presentò le prime elaborazioni, siglate OT 850/oltre 130 ed OT 850/oltre 150, appena due mesi dopo il lancio del modello di serie[2]; al Salone di Torino 1964 fu il turno della OT 1000 con motore da un litro[3], mentre al Salone di Torino 1966 fu presentata una versione di 1300 cm³ (modello OT 1300/124, con motore di origine Fiat 124 e carrozzeria della Coupe')[4]. Due modelli speciali furono la OT 1600 e la OT 2000: la prima, datata 1964, derivava dalla 850 berlina nel cui vano motore era stato installato il 1600 cm³ bialbero delle Abarth-Simca 1600 GT (155 CV, 220 km/h)[5], mentre la seconda montava nella carrozzeria della 850 Coupé il 2 litri bialbero delle Sport-Prototipo di Corso Marche (185 CV, 240 km/h)[4]: la OT 1600 fu prodotta in pochissimi esemplari e la OT 2000 in numero ancora minore;
- la romana Giannini presentava i modelli 850 S e SL (derivati dalla berlina, 48 CV, 135 km/h) e 950 Coupé (50 CV, 150 km/h)[6]; rispetto alle versioni Abarth erano meglio accessoriate[7].

Al di fuori della produzione seguita direttamente dalla casa torinese, diverse sono state le interpretazioni da parte di carrozzieri esterni. Degna di nota è la SIATA 850 Spring, vetturetta spider ispirata delle auto anni trenta scoperte. I pochi esemplari prodotti, quasi tutti finiti all'estero, montavano, appunto, la meccanica della Fiat 850 tipo 100G.002, ossia quelli della Super (anche se molti esemplari, forse dopo la rottura del motore, o per pura smania di cambiare, montano la versione da 47  CV, o preparata o originale del coupé, o addirittura il 903, più adatto come prestazioni al tipo di vettura)
Anche la Carrozzeria Vignale realizzò una sua versione coupé e spider; venne prodotta dal carrozziere in Italia come Fiat 850 Vignale, e con il motore della Fiat 600D in Argentina, direttamente dalla casa con il nome di "770" prima e "800" in seguito (anche in versione Spider)
La carrozzeria Francis Lombardi realizzò la "Fiat 850 Lucciola", con carrozzeria a quattro porte e allestimento più lussuoso, e la "Grand Prix", coupé dalle linee aerodinamiche disponibile, oltre che con la meccanica della 850, anche con motori Abarth o Giannini; anche la SEAT realizzò una versione 4 porte della 850, esteticamente simile alla Lucciola ma progettata indipendentemente dalla casa spagnola.

## Produzioni estere

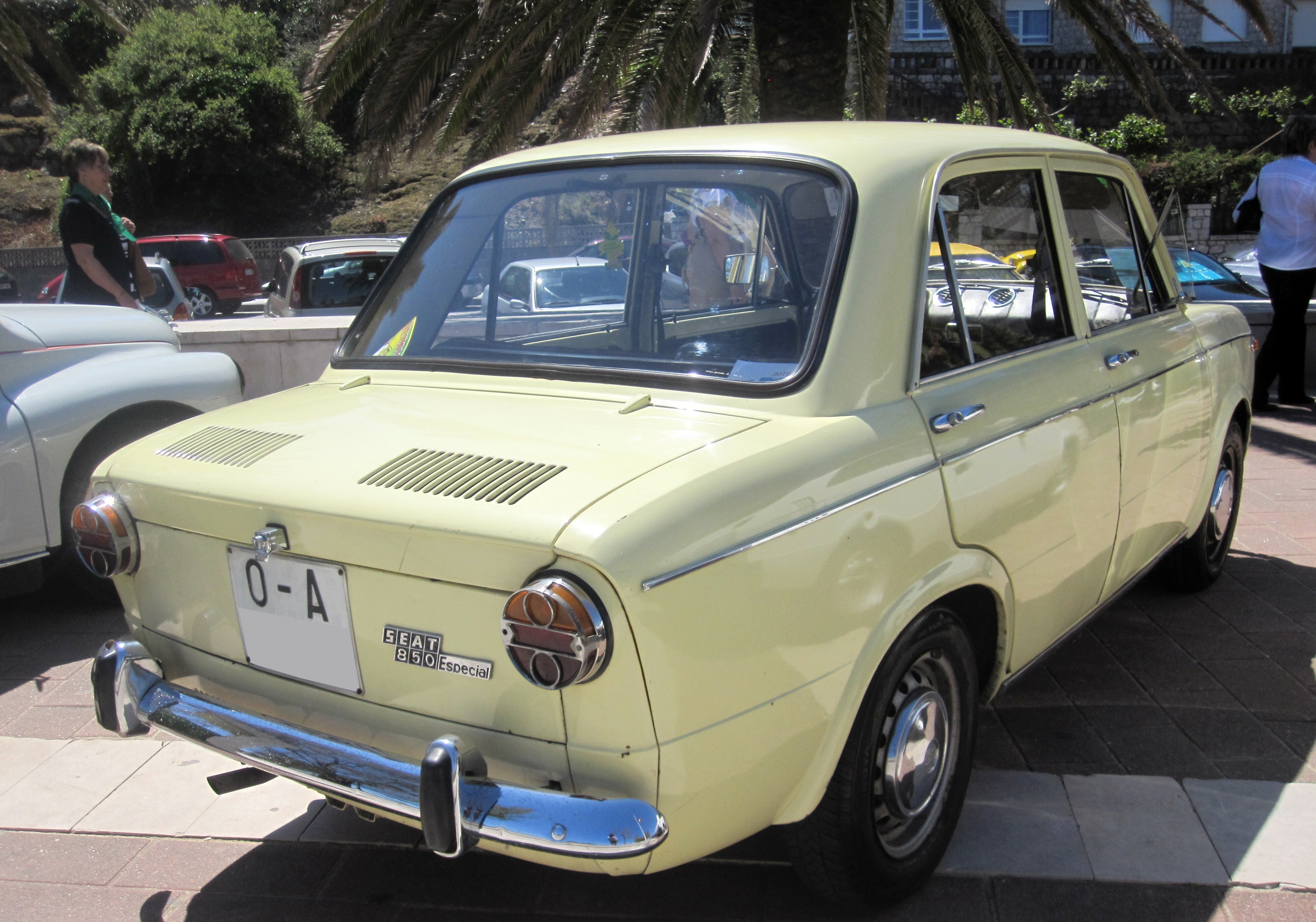
La SEAT 850 D Especial

- La casa spagnola SEAT produsse su licenza la SEAT 850, sia nella versione identica alla Fiat 850,in cui furono caratteristiche,negli ultimi esemplari,le prese d'aria supplementari per l'abitacolo, sia nella versione "D", tre volumi a quattro porte con passo allungato, ispirata alla Lucciola di Francis Lombardi; anche altri stabilimenti europei come quello in Bulgaria misero in produzione lo stesso modello per alcuni anni. La Zastava ne utilizzò invece il motore per equipaggiare la Zastava 850, esteticamente identica invece alla Fiat 600.
- Su licenza la filiale tedesca Fiat Neckar (ex Fiat-NSU) produsse la Neckar Adria identica alla 850 Super, con finiture accurate tra il  giugno 1965 e settembre 1969.
- Il motore della 850 venne utilizzato anche per la "133" prodotta in Spagna e Argentina, per la "Panda 34" (prodotta da SEAT per conto di FIAT per il mercato tedesco e olandese) e come base per il futuro motore della 127.
- Nei primi anni settanta, la Fiat 850 Special veniva utilizzata, dalla Mini-Police di Hawthorne (New Jersey), quale base per allestire una vettura compatta per le forze di polizia statunitensi[8].

## La 850 nei media

### La 850 di Guido Rossa
La 850 fu anche protagonista di un tragico fatto di cronaca avvenuto a Genova in via Ischia: in tale vettura, di cui era proprietario, fu infatti assassinato nel 1979 dalle Brigate Rosse Guido Rossa, il sindacalista FIOM-CGIL alla Italsider di Genova-Cornigliano che aveva denunciato le infiltrazioni brigatiste nella fabbrica.

### La 850 di Peppino Impastato
Fu anche protagonista del tragico rapimento e del successivo assassinio del giornalista e attivista siciliano Peppino Impastato che  il 9 maggio 1978, tornando a casa sulla sua 850 bianca cadde in un agguato, e fu successivamente assassinato da Cosa Nostra.

### Storia di Disney
Per il lancio della vettura, la FIAT ricorse alla Disney Italia per preparare una storia dove essa fosse una dei protagonisti di una grande avventura; venne quindi preparata la storia "Mago Merlino presenta: Paperino e la “850„".
Pubblicata quindi in dieci episodi sul settimanale Topolino libretto, dal n. 455 al 464, la storia vede Paperino, insieme ai nipotini e su ordine di zio Paperone, al volante di una rossa Fiat 850 che servirà per portare a Tokyo, in occasione delle Olimpiadi, un super-super gas che dovrà alimentare la fiaccola olimpica. Il viaggio, che si snoda attraverso America, Lapponia, Europa ed Africa, è però irto di insidie preparate da Maga Magò (intenzionata ad impadronirsi del gas) con l'aiuto della Banda Bassotti. Fortunatamente la presenza di Mago Merlino (presente, insieme alla malvagia Maga, per pubblicizzare il film La spada nella roccia) toglie i paperi (e, chiaramente, anche la fida 850) da ogni tipo d'impaccio e pericolo. La storia fu disegnata da Giovan Battista Carpi. La storia ha visto due ristampe, su Disney anni d'oro n. 23 (2012) ed I migliori anni Disney n. 5: 1964 (2015), ed una traduzione in Svedese nel n. 10 di Kalles Ankas Pocket (1972).